# GiRLS LoVER
『GiRLS LoVER』（ガールズラバー）は、テレビ東京（関東ローカル）で2006年7月3日から同年9月25日まで月曜26:00～26:30に放送されていた音楽番組。フォーサイド・ドット・コムの一社提供。

## 概要
ディスクジョッキー2人によるトランスのDJバトルや、歌手デビューしたグラビアアイドルの情報などを伝える。半年前に同じ時間枠で放送されていたトランス☆LOVERは、DJやクラブ音楽を紹介していく硬派な情報番組だったのに対し、よりバラエティ色の強い内容となった。
提供スポンサーであるフォーサイド・ドット・コムでは番組開始前から放送期間を3ヵ月と定めていた。

## 出演
レギュラーメンバー
- DJ TORA
- 北陽
- いとうあさこ

ゲスト
- Perfume
- 相澤仁美、愛川ゆず季（2006年7月）
- 武田真理子（2006年8月）
- MISA（2006年9月25日最終回出演）

## スタッフ
- 構成：西秀進、杉山錠士
- ナレーション：竹内幸輔
- ディレクター：志田幸一、長谷川真也、吉田塁
- プロデューサー：ej
- チーフディレクター：中田貴
- エグゼクティブプロデューサー：小菅一郎、都田和志

## GiRLS LoVER CoLLECTION
GiRLS LoVER CoLLECTION（ガールズ・ラバー・コレクション）は、2006年10月4日にGIRLS' RECORDより発売されたコンピレーション・アルバム（品番：CYCF-00001）。
当番組との連動企画により制作されたアルバムで、番組にゲスト出演した武田真理子などの女性モデル5名が参加した。

### 収録曲
※（ ）内は歌手名。
1. Intro
2. SEVEN COLORS（武田真理子）
3. DIGITAL LOVE（星野香絵）
4. ANGEL HEART（黒木美早）
5. ここにきて（半﨑美子）
6. EMOTION～暗がりの中で～（川北舞衣）
7. Outro

## 関連情報
- トランス
- パラパラ
- トラパラ
- ディスコ
- DJ
- ギャルサー